# قلعه چونگبانگ
قلعه چونگبانگ (کره‌ای: 정방산성) یک قلعه کوهستانی است که در دوران گوگوریو ساخته شد، و در خارج از ساریوون، استان هوانگهه شمالی، کره شمالی واقع شده است.

## توضیحات
این قلعه که بر فراز تپه‌های کوه جونگ‌بانگ قرار دارد، برای دفاع از پایتخت کوگوریو، پیونگ‌یانگ، ساخته شده بود. این قلعه که در سال ۱۶۳۲ توسط کیم جا-جوم بازسازی شد، با مهارت از صخره‌های اطراف استفاده می‌کند و با بریدن شیب بیرونی و پیچیدن به دور صخره‌ها و پشته‌ها، قلعه‌ای را ایجاد کرده است که با بیش از ۱۲ کیلومتر دیوارهای سنگی ۶ متری احاطه شده است که در برخی نقاط به بیش از ده متر ارتفاع می‌رسند. دیوارها توسط چهار دروازه بزرگ سوراخ شده‌اند که دروازه جنوبی که از همه سالم‌تر است، در داخل قلعه محصور، ویرانه‌های پست‌های فرماندهی، سربازخانه‌ها، زرادخانه‌ها، اسلحه‌خانه‌ها، انبارهای غله و انبارهای آذوقه وجود دارد.
معبد سونگبول که در سال ۸۹۸ تأسیس شد و شامل برخی از قدیمی‌ترین ساختمان‌های چوبی در کره شمالی است، در میان دیوارهای قلعه واقع شده است.